# 弗農 (印地安納州)
弗農（英語：Vernon）是一個位於美國印地安納州詹寧斯縣的城市。根據2010年美國人口普查，該地人口為318人，而該地的面積約為0.62平方千米。同時該地也是詹寧斯縣的縣治。

## 地理
弗農的座標為38°59′06″N 85°36′36″W / 38.98500°N 85.61000°W，而該地的平均海拔高度為203米（即663英尺）。